# Liu Wen
Liu Wen (chino simplificado: 刘雯; chino tradicional: 劉雯; pinyin: Liú Wén; 27 de enero de 1988) es una supermodelo china.

## Carrera

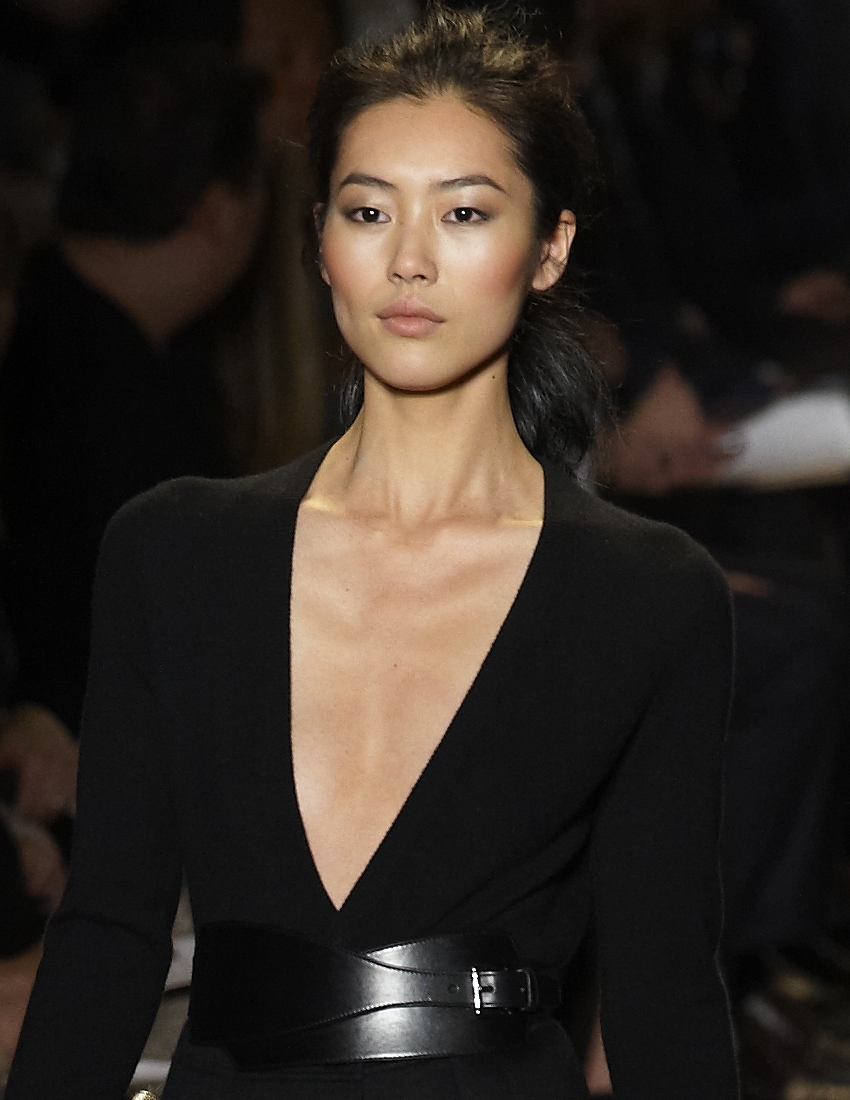
Liu Wen en 2010.

Es la primera modelo de origen asiático oriental en descender por la pasarela del Victoria's Secret Fashion Show.

## Beneficencia
En abril de 2020 participó junto a los actores Huang Xuan, Zheng Shuang y Wei Daxun, en la promoción de las camisetas de flor de cerezo "LOVE CREATES" de Dazzle Fashion, cuyos ingresos serán donados a la Facultad de Medicina y Odontología de la Universidad de Wuhan (inglés: "Wuhan University’s Faculty of Medicine & Dentistry").